# 硒酸镍
硒酸镍是镍的硒酸盐，化学式 NiSeO4。

## 制备
硒酸镍可以由碳酸镍和硒酸反应而成。
{\displaystyle \mathrm {NiCO_{3}\ +H_{2}SeO_{4}\rightarrow NiSeO_{4}+H_{2}O+CO_{2}\uparrow } }

## 性质
硒酸镍六水合物是绿色固体。 它是四方晶系的，空间群 P41212 (No. 92)。在 100 °C 时，硒酸镍六水合物缓慢失水成四水合物，空间群 P21/n (No. 14)。在 510 °C 时，硒酸镍直接分解成亚硒酸镍，进一步加热会分解成氧化镍和二氧化硒。
{\displaystyle \mathrm {NiSeO_{4}\cdot 6H_{2}O\ {\xrightarrow[{-H_{2}O}]{100\,^{\circ }C}}\ NiSeO_{4}\cdot 4H_{2}O\ {\xrightarrow[{-H_{2}O}]{300\,^{\circ }C}}\ NiSeO_{4}\cdot H_{2}O\ {\xrightarrow[{-H_{2}O}]{390\,^{\circ }C}}\ NiSeO_{4}\ {\xrightarrow[{-O_{2}}]{510\,^{\circ }C}}\ NiSeO_{3}\ {\xrightarrow[{-SeO_{2}}]{690\,^{\circ }C}}\ NiO} }
它和硒酸钾在热的水溶液中冷却结晶，可以得到蓝绿色的K2[Ni(H2O)6](SeO4)2。
{\displaystyle \mathrm {K_{2}SeO_{4}\ +NiSeO_{4}+6H_{2}O\rightarrow K_{2}[Ni(H_{2}O)_{6}](SeO_{4})_{2}} }